# トニー・クルーズ
アーノルディ・アンソニー・クルーズ（Arnoldi Anthony "Tony" Cruz, 1986年8月18日 - ）は、 アメリカ合衆国フロリダ州パームビーチ郡ウェストパームビーチ出身の元プロ野球選手（捕手）。右投右打。

## 経歴

### プロ入りとカージナルス時代
2007年のMLBドラフト26巡目（全体802位）でセントルイス・カージナルスから指名され、プロ入り。
2011年5月23日にジェラルド・レアードが15日の故障者リスト入りし、それに伴ってメジャーに昇格した。チームには、MLBを代表する名捕手のヤディアー・モリーナが在籍するため、半ば必然的にバックアップ捕手に甘んじる事になるが、以後、長きに渡ってその任を担う事になる。この年は38試合に出場し、打率.262・5打点・OPS0.672という打撃成績を記録した。守備面では20試合でマスクを被り、無失策・DRS - 2という内容だった。また、盗塁を4度試みられて2度アウトにした。更に、三塁手3試合・一塁手と右翼手を各2試合・二塁手1試合を守る器用さも見せた。
2012年は、モリーナの親族に不幸ごとが起こりプエルトリコに一時帰郷したため、前年より出番が増えて51試合に出場。打撃面では、メジャー初三塁打及び本塁打を記録し、打率.254・1本塁打・11打点という成績を残した。守備面では47試合でマスクを被り、2失策・守備率.993・DRS - 2という内容だった。また、持ち味の強肩を発揮し、リーグ平均値27％を上回る盗塁阻止率31％を記録した。
2013年、前年と同等の51試合に出場した。打撃面では不振で、打率.203・1本塁打・13打点という成績に終わった。捕手守備は44試合で就き、1失策・守備率.996・DRS - 1・盗塁阻止率33％という成績を残し、全体的に前年より底上げされた。
2014年は、モリーナが故障者リスト入りした時期があったため、スタメン出場した試合が過去よりも増えて35試合だった。打撃面では、打率が3年連続で低下して.200ちょうどだったが、自己最多の17打点を記録。ポストシーズンでは、リーグチャンピオンシップシリーズのサンフランシスコ・ジャイアンツ戦で相手エースのマディソン・バンガーナーから本塁打も放った。守備では失策を1つに留めたが、DRSや盗塁阻止率は悪化した。
2015年、キャリアハイの69試合に出場し、打率.204・2本塁打・11打点という成績を残した。1シーズンで複数本塁打したのは、キャリア初だった。守備では自己最多の51試合でマスクを被り、失策なしと堅実さを見せた一方、DRS（ - 4）や盗塁阻止率（15％）等の指標は更に低下した。

### ロイヤルズ時代
2015年12月2日にマイナー選手1名とのトレードで、カンザスシティ・ロイヤルズへ移籍した。
2016年はメジャーでの出番を殆ど与えられず、キャリアワーストの4試合出場に終わった。そのため、マイナー（AAA級オマハ・ストームチェイサーズ）での出場が主となり、92試合で打率.264・7本塁打・55打点・2盗塁という成績を記録した。オフの11月18日にDFAとなり、23日に自由契約となった。

### パドレス傘下時代
2017年2月7日にサンディエゴ・パドレスとマイナー契約を結び、スプリングトレーニングに招待選手として参加することになった。この年はメジャーでの出場は無く、一年間傘下のAAA級エル・パソ・チワワズでプレーし、51試合に出場して打率.280・7本塁打・27打点の成績を残した。オフの11月6日にFAとなった。

### レッズ時代
2017年12月19日にシンシナティ・レッズとマイナー契約を結び、2018年のスプリングトレーニングに招待選手として参加することになった。
2018年の開幕は傘下のAAA級ルイビル・バッツで迎えた。デビン・メソラコのニューヨーク・メッツへのトレード移籍に伴い、5月8日にメジャー契約を結んでアクティブ・ロースター入りした。6月21日に自由契約となった。

## 詳細情報

### 年度別打撃成績
| 年 度     | 球 団     | 試 合 | 打 席 | 打 数 | 得 点 | 安 打 | 二 塁 打 | 三 塁 打 | 本 塁 打 | 塁 打 | 打 点 | 盗 塁 | 盗 塁 死 | 犠 打 | 犠 飛 | 四 球 | 敬 遠 | 死 球 | 三 振 | 併 殺 打 | 打 率 | 出 塁 率 | 長 打 率 | O P S |
| --------- | --------- | ----- | ----- | ----- | ----- | ----- | -------- | -------- | -------- | ----- | ----- | ----- | -------- | ----- | ----- | ----- | ----- | ----- | ----- | -------- | ----- | -------- | -------- | ----- |
| 2011      | STL       | 38    | 72    | 65    | 8     | 17    | 5        | 0        | 0        | 22    | 6     | 0     | 1        | 0     | 0     | 6     | 1     | 1     | 13    | 1        | .262  | .333     | .338     | .672  |
| 2012      | STL       | 51    | 131   | 126   | 11    | 32    | 9        | 1        | 1        | 46    | 11    | 0     | 1        | 0     | 2     | 3     | 0     | 0     | 19    | 4        | .254  | .267     | .365     | .632  |
| 2013      | STL       | 51    | 129   | 123   | 13    | 25    | 6        | 1        | 1        | 36    | 13    | 0     | 0        | 0     | 0     | 4     | 1     | 2     | 25    | 7        | .203  | .240     | .293     | .533  |
| 2014      | STL       | 50    | 150   | 135   | 11    | 27    | 5        | 0        | 1        | 35    | 17    | 0     | 3        | 2     | 0     | 13    | 1     | 0     | 28    | 6        | .200  | .270     | .259     | .530  |
| 2015      | STL       | 69    | 151   | 142   | 6     | 29    | 7        | 1        | 2        | 44    | 11    | 0     | 0        | 2     | 1     | 6     | 0     | 0     | 32    | 6        | .204  | .235     | .310     | .545  |
| 2016      | KC        | 4     | 5     | 4     | 0     | 0     | 0        | 0        | 0        | 0     | 1     | 0     | 0        | 0     | 1     | 0     | 0     | 0     | 3     | 0        | .000  | .000     | .000     | .000  |
| 2018      | CIN       | 9     | 26    | 26    | 2     | 4     | 1        | 0        | 1        | 8     | 2     | 0     | 0        | 0     | 0     | 0     | 0     | 0     | 11    | 4        | .154  | .154     | .308     | .462  |
| 通算：7年 | 通算：7年 | 272   | 664   | 621   | 51    | 134   | 33       | 3        | 6        | 191   | 61    | 0     | 5        | 4     | 4     | 32    | 3     | 3     | 131   | 28       | .216  | .256     | .308     | .564  |

### 背番号
- 48（2011年 - 2015年）
- 7（2016年）
- 17（2018年）